# 마이 네임 이즈 얼
마이 네임 이즈 얼(My Name Is Earl)은 2005년부터 2009년까지 NBC에서 방영된 시트콤이다.